# Nr. 24 (Film)
Nr. 24, auch Number 24, ist ein norwegischer Spielfilm aus dem Jahr 2024 über den norwegischen Widerstandskämpfer Gunnar Sønsteby.

## Handlung
Der ehemalige Widerstandskämpfer Gunnar Sønsteby erzählt vor einer Gruppe von Schülern in seinem Geburtsort Rjukan aus seiner Zeit im Zweiten Weltkrieg, als er einer der wichtigsten Köpfe des Widerstands war.

## Hintergrund
Der Film wurde an 24 Drehtagen in Norwegen und Litauen gedreht. Der Kinostart in Norwegen erfolgte am 30. Oktober 2024. Im Januar 2025 wurde der Film bei Netflix veröffentlicht.